# Бедный олигарх
«Бе́дный олига́рх» — российский комедийный телесериал Гайка Асатряна. Производством проекта занимается «Кинокомпания братьев Андреасян».
Цифровая премьера двух первых серий телесериала состоялась 26 июля 2022 года в онлайн-кинотеатре Premier. Новые серии размещались еженедельно по вторникам и четвергам. Заключительная серия первого сезона вышла на платформе Premier 23 августа 2022 года.
Телевизионная премьера телесериала состоялась 22 августа 2022 года на телеканале «ТНТ», серии выходили с понедельника по четверг в 20:00.
30 декабря 2022 года в онлайн-кинотеатре Premier состоялась премьера спецсерии «Ресторан по понятиям: Бедный олигарх». Телевизионная премьера спецсериала «Ресторан по понятиям: Бедный олигарх» состоялась 6 января 2023 года в 20:00 на телеканале «ТНТ».
24 августа 2023 года телесериал был официально продлён на второй сезон. Премьера третьего сезона состоялась 12 августа 2024 года на телеканале «ТНТ», но по неизвестным причинам новый сезон не вышел на Premier.

## Сюжет
Русский олигарх, владелец нефтяной компании Виктор Гнида́ перевёл все свои деньги, юрлица и активы в Великобританию. Внезапно бизнесмена вносят в санкционный список. Все его счета и расчётные операции были заблокированы, а сам он остаётся с потомственным дворецким Адамом без средств к существованию в опустевшем особняке под Лондоном. Виктор пробует учиться жить заново, экономить и решать множество возникающих проблем как на улице, так и в родной деревне.

## Актёры и роли

### В главных ролях
| Актёр           | Роль            |
| --------------- | --------------- |
| Владимир Сычёв  | Виктор Гнида́    |
| Максим Лагашкин | Адам Макдональд |

### В ролях
| Актёр              | Роль                                                              |
| ------------------ | ----------------------------------------------------------------- |
| Роман Васильев     | Макс                                                              |
| Даниил Галушка     | тренер по бизнес-коммуникациям                                    |
| Карен Арутюнов     | Драган                                                            |
| Григорий Сиятвинда | Шаман                                                             |
| Александр Яцко     | Роман Аркашкин                                                    |
| Татьяна Орлова     | Алевтина Григорьевна бывшая тёща Виктора                          |
| Екатерина Волкова  | Вероника бывшая жена Виктора                                      |
| Эвелина Блёданс    | вдова                                                             |
| Мария Кравченко    | Агата сестра Адама                                                |
| Тимур Батрутдинов  | Дмитрий Кузин начальник охраны и русский иммигрант (второй сезон) |
| Роман Юнусов       | Дикий Махмуд лидер Иранской группировки (второй сезон)            |
| Дмитрий Красилов   | Юрий (второй сезон)                                               |
| Янина Студилина    | Ольга адвокат (второй сезон)                                      |

## Производство
Идея телесериала родилась в марте 2022 года.
Съёмки телесериала стартовали 18 мая 2022 года.
Проект снимался в сжатые сроки: актёры учили по 10-15 страниц текста и начинали смены в 6 утра.
Гигантский особняк главного героя в стиле классицизма снимали в Московской области, в 70 километрах от Москвы. В доме трудно подсчитать количество комнат, а территория составляет почти 15 гектаров.
Ближайшего соратника главного героя сыграл Максим Лагашкин — друг Владимира Сычёва в реальной жизни.
По мнению исполнителя главной роли, актёра Владимира Сычёва, одним из прототипов русского олигарха Виктора является Михаил Фридман.